# Paczuk Gabi
Paczuk Gabi (Paczuk Gabriella) (Köröstarcsa, 1976. március 17. –) magyar színésznő.

## Életpályája
Köröstarcsán született 1976. március 17-én. Mezőberényben és Békéscsabán járta iskoláit. Arról, hogy hogyan lett színésznő, korábban így mesélt: "Egyszerűen beállítottam Konter László igazgató-főrendező úrhoz, hogy szeretnék, - nem is, hogy csak szeretnék,- itt akarok dolgozni, azon nyomban, máris! És fölvettek. Erősen akartam, és ha így áll a dolgokhoz az ember, általában sikerei vannak, lesznek. A Sógornők lett ezek után az első igazi darab, amiben játszottam, ezt Pesten is játszotta a színház. Erre kaptam a színész I. minősítésemet."
1992 és 2008 között színésznőként a Békés Megyei Jókai Színház társulatának volt tagja. 2009-től szabadfoglalkozású színművésznő.

## Fontosabb színházi szerepei
- Békés József: Kardhercegnő... Akilla
- Lope de Vega: A kertész kutyája... Marcella, Dianna szolgálója
- Jacques Deval – Nádas Gábor: A potyautas... Barbara
- Molnár Ferenc: Doktor úr... Lenke
- Molnár Ferenc – Kocsák Tibor – Miklós Tibor: Vörös malom... Mima
- Szigligeti Ede: Liliomfi... Mariska
- Carlo Goldoni: Két úr szolgája... Clarice
- Schönthan testvérek – Kellér Dezső – Horváth Jenő – Szenes Iván: A szabin nők elrablása... Etelka
- Borisz Lvovics Vasziljev: Csendesek a hajnalok... Liza Biricskina
- Makszim Gorkij: A nap fiai... Fima, szobalány
- Makrai Pál – Usztics Mátyás – Oscar Wilde: Rózsák, szerelmek... Olga
- Robert Thomas: A gyilkos köztünk van... Catherine
- Robert Thomas – Jack Popplewell: A hölgy fecseg és nyomoz... Virginie Renoir
- Friedrich Schiller: Ármány és szerelem... Lujza
- Henrik Ibsen: Kísértetek... Engstrand Regina
- Steve Margoshes – Jacques Levy: Fame... Carmen
- Bognár Zsolt – Kiss Stefánia: Jeanne d´Arc... Jeanne d´Arc
- Michel Tremblay: Sógornők... Linda Lauzon (Germaine lánya)
- Vörösmarty Mihály: Csongor és Tünde... Éj
- William Shakespeare: Othello, a velencei mór... Bianca, Cassio kedvese
- Victor Hugo: A királyasszony lovagja... Casilda
- Miklós Tibor – Várkonyi Mátyás: Sztárcsinálók... Poppea
- Szurdi Miklós – Szomor György: Diótörő... Pirella
- Gyárfás Endre – Kocsák Tibor: Dörmögőék űrvendége... Bori
- Verebes István: Senki sem tökéletes avagy nincs, aki hűvösen szereti... Virág
- Görgey Gábor: Berta... Csík Dóra, újságíró
- Neil Simon: Pletyka... Cassie Cooper
- Charles Aznavour: Éljen az élet... Suzanne
- Arthur L. Kopit – Maury Yeston – Mario Fratti: Nine (Kilenc)... Claudia Nardi (színésznő, Guido állandó szereplője)
- Hans Christian Andersen: Hókirálynő... Hókirálynő
- Csukás István: Ágacska... Pösze egér; Virág; Manci kacsa; Fővezér
- Heltai Jenő: Naftalin... Patkány Etus
- Willy Russel: Vértestvérek... Linda
- Chritian Schittenhelm: Da Vinci... Caterina
- Marc Camoletti: A mi Annánk... Catherine
- Marc Camoletti: Boldog születésnapot... Brigitte (első)
- Franz Arnold: Apa, csak egy van... Gréti, a szobalány
- E. T. A. Hoffmann – Szurdi Miklós – Szomor György – Valla Attila: Diótörő és egérkirály... Pirella
- Andrew Lloyd Webber – Tim Rice – Miklós Tibor: Evita... Evita
- Andrew Lloyd Webber – Tim Rice – Miklós Tibor: Jézus Krisztus szupersztár... Mária Magdaléna
- Frank Wildhorn – Steve Cuden – Leslie Bricusse: Jekyll & Hyde... Nellie
- Arisztophanész – Hamvai Kornél – Nádasdy Ádám: Lüzisztraté... Mürrhiné (fiatal feleség)
- Presser Gábor – Fejes Endre: Jó estét nyár, jó estét szerelem... Fodrászlány
- Arthur Kopit – Maury Yeston – Mario Fratti: Nine(Kilenc)... Claudia Nardi színésznő, Guido állandó szereplője
- Herceg Ferenc – Pozsgai Zsolt: Balatoni rege... Begina, huszonéves özvegyasszony, várúrnő
- Pozsgai Zsolt: Razzia... Marilyn (28 éves, énekesnő)
- Pozsgai Zsolt: Boldogság, gyere haza... Edit (énekesnő)
- Csukás István – Bergendy István: Bohóc az egész család ... meg a postás is ... Hedvig, síró baba
- Kocsák Tibor – Bozsó József: Rigócsőr királyfi... Bömbölik

## Önálló est
- Paczuk Gabi zenés estje

## Filmek, tv
- Kérnék egy kocsit! (sorozat) (2000-2002) ... Verácska
- Kisváros (sorozat)

Veszélyes napraforgók 1. (2001) ... Adél
Veszélyes napraforgók 2. (2001) ... Adél
- A föld szeretője (2010) ...Júlia

## Díjak, elismerések
- Nívódíjak (1997; 1999; 2001)
- Közönségdíj (1997)
- Megye Színművésze-díj (2009)